# Valencia de las Torres (Badajoz)
Valencia de las Torres este un oraș din Spania, situat în provincia Badajoz din comunitatea autonomă Extremadura. Are o populație de 708 de locuitori.
1. ↑  Nomenclátor Geográfico de Municipios y Entidades de Población (20240402 edition)